# Zelomorpha
Zelomorpha är ett släkte av steklar. Zelomorpha ingår i familjen bracksteklar.

## Dottertaxa tillZelomorpha, i alfabetisk ordning[1]
- Zelomorpha angostura
- Zelomorpha annulifovea
- Zelomorpha arizonensis
- Zelomorpha concinna
- Zelomorpha confusa
- Zelomorpha cordata
- Zelomorpha coxata
- Zelomorpha curvinervis
- Zelomorpha dravida
- Zelomorpha elegans
- Zelomorpha fascipennis
- Zelomorpha gregaria
- Zelomorpha guptai
- Zelomorpha longidorsata
- Zelomorpha maculipes
- Zelomorpha malayensis
- Zelomorpha melanostoma
- Zelomorpha nigricoxa
- Zelomorpha parvarga
- Zelomorpha penetrans
- Zelomorpha philippinensis
- Zelomorpha punctator
- Zelomorpha rufimana
- Zelomorpha similis
- Zelomorpha solomonensis
- Zelomorpha tropicola
- Zelomorpha variegata
- Zelomorpha wesmaeli
- Zelomorpha xanthostigma